# 新秦
Searchina是中国留学生端木正和在日本创立的IT企业，成立于1999年9月1日，隸屬於思佰益。Searchina是search+china的新词，中文音译为“新秦”，日文为“サーチナ”。Searchina旨在向日本及海外社会提供全方位的中国信息，促进中国和海外的交流。
伞下拥有财经门户网站《中国情报局》，月点击量超过一亿，面向日本社会积极传播中国信息。主力置于经济金融信息，是雅虎日本财经的四大合作伙伴之一，在日本主流社会影响较大。2007年3月，Searchina和丰田汽车、欧姆龙、松下电器、京瓷同获得中日新闻事业促进会颁发的“促进中日新闻交流突出贡献奖”。同年12月，Searchina又获得中国2010年上海世界博览会组织委员会唯一颁发给国外企业的“优秀组织奖”。
Searchina在上海有分公司“新秦商务咨询（上海）有限公司”，采用专业的在线调查系统，在全国有会员42万（2010年1月）。自2001年以来，每年推出各类中国消费白皮书和中国品牌白皮书（各有中日英文版）。

## 參看
- 人民网日本新华侨访谈：端木正和--“找到了自己想做的事情，我是幸运的”（2009年8月）
- Searchina董事长端木正和：从留学生到创业家 北京周报 （页面存档备份，存于）（2008年11月）
- 日本新秦株式会社：工作人员共捐款230万日元 （页面存档备份，存于）（2008年5月）
- 中国网与日本“中国情报局”就奥运报道合作召开发布会（2008年1月）
- 日本新秦被委任为2010上海世博会吉祥物征集日本总代理 （页面存档备份，存于）（2007年4月）